# Stjepan Petranović
Stjepan Petranović (Delnice, 29. prosinca 1878. – Kraljevica, 30. ožujka 1944.) bio je hrvatski književnik. Bio je dijelom plejade hrvatskih svećenika pripovjedača iz prve polovice 20. stoljeća. Kao svećenik službovao je u Gospiću, Fužinama, Sv. Jakovu Šiljevici (danas Jadranovo), Divjakama, Vrbovskom, Skradu.
Blagoslovio je prigodom puštanja u pogon Munjaru Zeleni Vir, jednu od najstarijih hidroelektrana u Hrvatskoj.

## Djela
- Nebeski putnici, Zagreb 1910.
- Gorančice, Zagreb 1936.

## Vanjske poveznice
- Gorančice